# Prilike
Prilike (izvirno srbsko Прилике) je naselje v Srbiji, ki upravno spada pod Občino Ivanjica; slednja pa je del Moraviškega upravnega okraja.

## Demografija
V naselju živi 1098 polnoletnih prebivalcev, pri čemer je njihova povprečna starost 39,7 let (38,6 pri moških in 40,8 pri ženskah). Naselje ima 397 gospodinjstev, pri čemer je povprečno število članov na gospodinjstvo 3,51.
To naselje je, glede na rezultate popisa iz leta 2002, večinoma srbsko.
|  |

| Demografija | Demografija     | Demografija     |
| Leto        | Št. prebivalcev | Št. prebivalcev |
| ----------- | --------------- | --------------- |
|             |                 |                 |
|             |                 |                 |
|             |                 |                 |
|             |                 |                 |
| 1948        | 1343            |                 |
| 1953        | 1383            |                 |
| 1961        | 1328            |                 |
| 1971        | 1359            |                 |
| 1981        | 1351            |                 |
| 1991        | 1329            | 1317            |
| 2002        | 1416            | 1395            |
|             |                 |                 |

| Etnična sestava po popisu iz leta 2002 | Etnična sestava po popisu iz leta 2002 | Etnična sestava po popisu iz leta 2002 | Etnična sestava po popisu iz leta 2002 | Etnična sestava po popisu iz leta 2002 |
| -------------------------------------- | -------------------------------------- | -------------------------------------- | -------------------------------------- | -------------------------------------- |
| Srbi                                   | Srbi                                   |                                        | 1.372                                  | 98,35%                                 |
| Črnogorci                              | Črnogorci                              |                                        | 6                                      | 0,43%                                  |
| Hrvati                                 | Hrvati                                 |                                        | 1                                      | 0,07%                                  |
| Neznano                                | Neznano                                |                                        | 3                                      | 0,21%                                  |